# Jędrzejów Przemysłowy (Łódź)
Jędrzejów Przemysłowy – osiedle SIM na przedmieściach Łodzi, zlokalizowane w dzielnicy Górna, w administracyjnym obrębie Wiskitna i Osiedla nr 33, nieopodal hubu towarowego Łódź-Olechów i przemysłowej części Olechowa, na terenie dawnej miejscowości Jędrzejów. Główne osie osiedla stanowią ulice Tomaszowska i Jędrzejowska.

## Opis
Teren Jędrzejowa Przemysłowego zlokalizowany jest po południowej stronie nasypu torów, będących wschodnią odnogą łódzkiej kolei obwodowej, prowadzącą do stacji towarowej Łódź Olechów, Stanowią one tym samym granicę osiedla z Dąbrową, Olechowem i Osiedlem Nr 33. Od południa jednostka sąsiaduje z Wiskitnem, zaś granicą jest oś wyznaczona ulicą Małego Rycerza. Z zachodniej strony graniczy ze Starymi Chojnami w śladzie ulic Przyjacielskiej i Zygmunta, natomiast od wschodu linia graniczna z Feliksinem biegnie wzdłuż ulicy Ziemiańskiej.

## Historia

### Jędrzejów jako miejscowość
Jędrzejów Przemysłowy to osiedle leżące częściowo w granicach dawnej wsi Jędrzejów, wokół której zlokalizowane były także pomniejsze miejscowościJędrzejów-Młynek, oraz Jędrzejów-Parcele. Wszystkie razem należały od 1867 roku do gminy Wiskitno w powiecie łódzkim. 
1 września 1933 roku ze wszystkich wymienionych wsi utworzono jedną gromadę (sołectwo) Jędrzejów, łącząc je prawnie w jeden byt. W czasie II wojny światowej całe województwo łódzkie zostało wcielone do III Rzeszy. 
Po zakończeniu wojny, gromada (sołectwo) Jędrzejów odzyskała status przedwojenny, lecz kilka miesięcy później, dnia 13 lutego 1946 roku przyłączono ją całą do granic administracyjnych Łodzi w roli sołectwa. 

### Nowa forma
Rejon został wydzielony na początku 2019 roku, z administracyjnego osiedla Wiskitno, na terenach dawnej miejscowości Jędrzejów. Stało się to z racji ulokowania i gwałtownego rozwoju zabudowy produkcyjno-magazynowej, zajmującej ponad 265 hektarów powierzchni. 